# ألبوندون
البُنُود (بالإسبانية: Albondón، نقحرة: ألبوندون) هي بلدية تقع في مقاطعة غرناطة التابعة لمنطقة أندلوسيا جنوب إسبانيا.

## الديموغرافيا
بلغ عدد سكان بلدية البنود 905 نسمة عام 2011 (وفقاً للمعهد الوطني الإسباني للإحصاء).
| 1.192 | 1.060 | 986 | 929 | 915 | 871 | 905 |